# 天文電報中央局
天文電報中央局（てんもんでんぽうちゅうおうきょく、英: Central Bureau for Astronomical Telegrams, CBAT) は、一時的な天文イベント（突発現象）に関する情報を取り扱う非営利組織の情報センター。主に、突発現象に関する情報の発信と、各種天体の名称や固有名の発表を含む様々な国際天文学連合のニュースの発信を担当している。

## 概要
新たに発見された彗星、衛星、新星、超新星、およびその他の突発天体に関する情報を収集して配信する。1922年から「国際天文学連合回報 (International Astronomical Union Circulars, IAUCs) 」を、通常は郵便で、緊急時には電報で不定期に配信している。IAUCの電報での配信は1992年に終えたが、その歴史的経緯から現在でも電報 (Telegrams) という表現は変わっていない。2002年からはCentral Bureau Electronic Telegrams (CBETs) が電子メールで配信されている。
主な資金は、事務局が提供する様々なサービスへの加入で賄われているが、寄付も奨励されている。2008年から2010年にかけてはアメリカ国立科学財団からの支援も受けていた。1998年から2010年にかけては、スミソニアン天体物理観測所 (SAO) 内の小惑星センターの協力を受け、タムキン財団 (Tamkin Foundation) から提供されたコンピューターで運営された。2010年からはハーバード大学地球惑星物理学教室 (EPS/Harvard) の新しいコンピューターで運営されている。

## 沿革
1882年の大彗星の発見を受けて、新発見天体の情報を発信するためにドイツのキールで設立された。第一次世界大戦の後、1920年から1922年まではベルギーのユックルに置かれ、1920年2月7日の第1号から31号までのIAUCが発信された。IAUの第6委員会（天文電報、Astronomical Telegrams）が1922年に設立されるとその監督下に置かれることとなり、コペンハーゲン大学のコペンハーゲン天文台の中央事務局がCBATの中央事務局とされることとなった。天文台長のエリス・ストレームグレンは、IAUCの通巻号数を1号に巻き戻し、郵送の利便性から葉書サイズへと改めた。1965年1月1日に、中央事務局はコペンハーゲン天文台からハーバード大学構内へと移動し、ハーバード・スミソニアン天体物理学センター (CfA) （特にSAO）によって運営された。2010年にEPS/Harvardに運営が移管された。1922年から2015年にかけて、IAUの第6委員会（天文電報、Astronomical Telegrams）の監督下にあったが、2015年に第6委員会が解散したことによってIAUの監督や補助から外れ、EPSが独自に運営している。